# Trình Lam Sinh
Trình Lam Sinh (sinh ngày 1 tháng 1 năm 1972) là Đại biểu Quốc hội nước Cộng hòa xã hội chủ nghĩa Việt Nam. Ông hiện là Tỉnh ủy viên, Phó Trưởng đoàn Đại biểu Quốc hội chuyên trách tỉnh An Giang, Ủy viên Ủy ban Văn hóa, Giáo dục của Quốc hội, Đại biểu Quốc hội khóa XV từ An Giang.
Trình Lam Sinh là đảng viên Đảng Cộng sản Việt Nam, học vị Cử nhân Hành chính, Cử nhân Lý luận chính trị, Thạc sĩ Xây dựng Đảng. Ông có sự nghiệp đều công tác ở quê nhà An Giang.

## Xuất thân và giáo dục
Trình Lam Sinh sinh ngày 1 tháng 1 năm 1972 tại phường Long An, thị xã Tân Châu, tỉnh An Giang. Ông lớn lên và tốt nghiệp phổ thông 12/12, học đại học ở Thành phố Hồ Chí Minh và có hai bằng đại học gồm Cử nhân Hành chính, tổ chức, và Cử nhân Lý luận chính trị, tiếp tục học cao học và nhận bằng Thạc sĩ Xây dựng Đảng và chính quyền nhà nước tại Học viện Chính trị Quốc gia Hồ Chí Minh. Ông được kết nạp Đảng Cộng sản Việt Nam vào ngày 20 tháng 8 năm 1998, trở thành đảng viên chính thức sau đó 1 năm.

## Sự nghiệp
Tháng 4 năm 1992, Trình Lam Sinh bắt đầu sự nghiệp với chức danh phóng viên quay phim, công tác tại Đài Phát thanh Truyền hình tỉnh An Giang. Sau đó 5 năm, vào tháng 5 năm 1997, ông chuyển công tác từ Đài Phát thanh truyền hình về Xí nghiệp In An Giang – xí nghiệp nhà nước mà nay là Công ty cổ phần In An Giang, làm việc với chức danh nhân viên văn phòng. Trong giai đoạn này, từ ngày 20 tháng 6 năm 1997, ông được bầu làm Bí thư Đoàn Thanh niên Cộng sản Hồ Chí Minh Xí Nghiệp In An Giang. Vào tháng 1 năm 2003, ông được chuyển công tác từ Công ty cổ phần In An Giang về Công ty Phà An Giang, là nhân viên hành chính tổ chức. Đến tháng 7 năm 2005, ông được chuyển ngạch công chức, chuyển công tác về Sở Nội vụ tỉnh An Giang với vị trí Chuyên viên Phòng Tổ chức công chức, đến tháng 1 năm sau thì nhậm chức Trưởng phòng Cải cách hành chính. Sau đó, tháng 3 năm 2007, ông được bổ nhiệm làm Phó Giám đốc Sở Nội vụ, đồng thời là Phó Bí thư Chi bộ Sở Nội vụ từ năm 2013, Phó Bí thư Đảng ủy Sở Nội vụ từ năm 2014. Tháng 9 năm 2016, ông được luân chuyển về huyện Tịnh Biên, chỉ định tham gia Ban Chấp hành, Ban Thường vụ Huyện ủy, giữ chức Phó Bí thư thường trực Huyện ủy huyện Tịnh Biên, tỉnh An Giang.
Tháng 6 năm 2020, Trình Lam Sinh được Ban Thường vụ Tỉnh ủy An Giang điều động về Ban Tuyên giáo Tỉnh ủy, giữ chức Phó Trưởng ban, đến tháng 10 năm 2020 thì được bầu vào Ban Chấp hành Đảng bộ tỉnh An Giang tại Đại hội Đảng bộ tỉnh lần thứ XI, nhiệm kỳ 2020–2025, được phân công làm Phó Trưởng ban thường trực Ban Tuyên giáo Tỉnh ủy An Giang. Năm 2021, với sự giới thiệu của Ủy ban Mặt trận Tổ quốc tỉnh, ông tham gia ứng cử đại biểu Quốc hội từ An Giang, bầu cử ở đơn vị bầu cử số 1 gồm thành phố Long Xuyên, huyện Thoại Sơn, Châu Thành, rồi trúng cử Đại biểu Quốc hội khóa XV với tỷ lệ 69,77%. Ngày 23 tháng 7 năm 2021, ông được phê chuẩn làm Phó Trưởng Đoàn Đại biểu Quốc hội chuyên trách tỉnh An Giang, Ủy viên Ủy ban Văn hóa, Giáo dục của Quốc hội.